# One Horse Town
One Horse Town is een nummer van de Ierse band The Thrills uit 2003. Het is de tweede single van hun debuutalbum So Much for the City.
"One Horse Town" bereikte de 7e positie in Ierland, het thuisland van de band. Ook in het Verenigd Koninkrijk was het succesvol met een 18e positie. In het Nederlandse taalgebied bereikte de plaat geen hitlijsten.

## Tracklijst
- Cd-single & 7"

1. "One Horse Town" - 3:13
2. "Car Crash" - 2:28
3. "Don't Play It Cool" - 3:23